# Pristimantis phragmipleuron
Espèce
Synonymes
- Eleutherodactylus phragmipleuron Rivero & Serna, 1988 "1987"

Statut de conservation UICN

 CR B2ab(iii) : 
En danger critique
Pristimantis phragmipleuron est une espèce d'amphibiens de la famille des Craugastoridae.

## Répartition
Cette espèce est endémique du Pan de Azúcar dans le département d'Antioquia en Colombie. Elle se rencontre à environ 1 800 m d'altitude.

## Publication originale
- Rivero & Serna, 1988 "1987", « Tres nuevas especies de Eleutherodactylus (Amphibia, Leptodactylidae) de Antioquia, Colombia », Caribbean Journal of Science, vol. 23, no 3/4, p. 386-399 (texte intégral).